# Benai Kecil
Benai Kecil is een bestuurslaag in het regentschap Kuantan Singingi van de provincie Riau, Indonesië. Benai Kecil telt 531 inwoners (volkstelling 2010).